# Stefan Krämer
Stefan Krämer est un ancien joueur de football allemand devenu entraîneur. Il est né à Mayence, le 23 mars 1967.

## Carrière de joueur
Évoluant comme ailier/flanc gauche, Krämer joue au niveau amateur au FV Bad Honnef 1919 (en Rhénanie du Nord-Westphalie) dans l'Oberliga Nordrhein -  littéralement « Ligue supérieur du Rhin du Nord »  - qui est alors une des neuf séries de la 4e division allemande. Il termine son parcours de joueur au FV 1910 Rheinbrohl, club pour lequel il porte le brassard de « capitaine ». Une blessure aux ligaments d'un genou le contraint d'arrêter de jouer.

## Carrière d'entraîneur
Diplômé de la fameuse « Sporthochschule » de Cologne (aussi appelé Hannes Weissweiller Akademie), Stefan Krämer reste cependant éloigné du football professionnel pendant une petite dizaine d'années. Il exerce notamment le métier de courtier en assurances tout en coachant en ligue amateur.
Il connaît un premier succès notable en 2007 à la tête du SV Roßbach/Verscheid dans la localité de Roßbach en Rhénanie-Palatinat. Champion en 2006 et 2007 de l'Oberliga Rheinland (Division 6), il remporte, lors du second sacre, le droit de monter via un tour final — il n'y a pas de montée directe —, au nez et à la barbe des favoris de Pirmasens. Le club atteint l'Oberliga Südwest, performance qu'il reste le seul de sa « division géographique » à avoir accomplie. Jusqu'en 2011, Krämer conduit le club au maintien en milieu du classement (12e, 8e, 14e et 13e). Notons aussi qu'à trois reprises, sous la direction du natif de Mayence, le SV Roßbach/Verscheid atteint la finale de la Rheinland Pokal (Coupe de Rhénanie).

### Montée en 2. Bundesliga
En 2011, Krämer devient l'adjoint de Markus von Ahlen au DSC Arminia Bielefeld. Dernier et relégué de 2. Bundesliga, l'Arminia est donné comme favori de la 3. Liga 2011-2012. Mais les débuts de Krämer dans le giron professionnel ne sont pas des plus agréables. Les éléments ne s'alignent pas et le club connaît un début de saison délicat. Un des dirigeants est mis à l'écart à la suite de problèmes privés. Les résultats sportifs ne correspondent pas aux attentes et Von Ahlen est remercié. Krämer est mis en fonction d'entraîneur-principal le 3 novembre 2011. Sous ses directives, le club retrouve une meilleure sérénité et boucle le championnat au 13e rang sur 20. Dans le même temps, Arminia remporte la Coupe de Westphalie en battant le Preußen Munster en finale (2-0). L'entraîneur né à Mayence parle de la saison suivante, comme d'un « petit conte de fées » avec des joueurs affichant une magnifique combativité à chaque rencontre. Bielefeld termine vice champion, à trois points, derrière Karlsruhe et remonte directement en 2. Bundesliga.
Krämer ne résiste pas à une entame de championnat loupée. Alors que le club est menacé de descente, il est remercié le 24 février 2014. Quelques mois plus tard, finissant barragiste, Bielefeld est renvoyé en D3 à la suite d'un double duel contre Darmstadt (victoire 1-3 puis revers 2-4). Une saison plus tard, Darmstadt monte en Bundesliga.
On retrouve Krämer au FC Energie Cottbus, où il signe un contrant de deux ans. Finissant 7e de la 3. Liga en 2015, le club gagne aussi la « Landes Pokal Brandenburg » en disposant du FSV Union Fürstenwalde (2-3) en finale. Mais après un début de campagne manqué, Krämer est remercié par Cottbus dès le 19 septembre 2015.

### Succès à Uerdingen
En janvier 2016, Krämer prend la suite de Christian Preussen remercié à Erfurt. Aux commandes du Rot-Weiss local, il termine 14e sur 20 en 3. Liga. Il est viré en octobre 2017, après trois revers consécutifs et une dernière place au classement. Après le départ du coach, les « Rouges et Blancs » restent derniers jusqu'au terme de la compétition puis le club est déclaré en faillite.
Le natif de Mayence a effectué un pas en retrait, vers le 4e niveau et trouve embauche au KFC Uerdingen 05 qu'il conduit au titre de la Regionalliga West en 2018. En disposant du Waldhof Mannheim, le club gagne le droit de monter en 3. Liga. Victorieux à l'aller (1-0), Krämer et ses troupes mènent « 1-2 » au retour, quand le match est arrêté à la 82e minute à la suite des jets répétés d'engins pyrotechniques par les fans locaux. Uerdingen est déclaré vainqueur 0-2 « sur tapis vert ». Au milieu de la saison 2018-2019, Uerdingen occupe le 3e rang de la D3 mais, en janvier 2019, le club officialise qu'il accorde son  billet de sortie à son entraîneur. Krämer rejoint le 1. FC Magdebourg le 17 juin 2019 avec pour mission de faire remonter ce club en 2. Bundesliga dont il vient d'être relégué. Après 20 journées, le club de Saxe-Anhalt n'occupe que la 12e place et Krämer est écarté.

### Retour à Uerdingen puis la Belgique
Le 10 mars 2020, Stefan Krämer est rappelé par Uerdingen 05 pour remplacer Daniel Steuerungagel, alors que le club lutte pour se maintenir. A son arrivée, le club est 11e sur 20, puis termine deux places plus bas. Le 20 avril 2021, Krämer est licencié alors que le club n'est que 17e. Stefan Reisinger assure l'intérim jusqu'au 3 mai 2021, quand Jürgen Press est engagé. Uerdingen gagne une place et se sauve. Toutefois, la société (KFC Uerdingen 05 Fußball GmbH) qui le gère est mise en liquidation. Le club (qui devient Uerdingen 05 e.V.) déménage à Velbert et joue en 4e division.
De son côté, Krämer tente une première expérience à l'étranger en juin 2021 en rejoignant le club belge germanophone d'Eupen qui évolue en Jupiler Pro League. Le 16 février 2022, KAS Eupen le renvoie à cause des résultats jugés insuffisants.

## Palmarès
- Champion de Regionalliga West (D4) : 2018 (KFC Uerdingen 05)